# Pietramelara
Pietramelara är en ort och kommun i provinsen Caserta i regionen Kampanien i Italien. Kommunen hade 4 692 invånare (2017).